# Aeroportul Miami Executive
Aeroportul Miami Executive (IATA: TMB, ICAO: KTMB, FAA LID: TMB) este un aeroport din Florida, Statele Unite ale Americii ce deservește zona Miami. Aeroportul a fost tranzitat în 2019 de 500 de pasageri. A fost numit după zona deservită.
Situat la o altitudine de 3 m, aeroportul dispune de 3 piste.

## Infrastructură

### Piste
Aeroportul dispune de 3 piste: 
- pista 09L/27R din asfalt, cu dimensiunile 5.003 picioare × 150 picioare
- pista 09R/27L din asfalt, cu dimensiunile 6.000 picioare × 150 picioare
- pista 13/31 din asfalt, cu dimensiunile 4.001 picioare × 150 picioare